# Essertines-en-Donzy
Essertines-en-Donzy är en kommun i departementet Loire i regionen Auvergne-Rhône-Alpes i centrala Frankrike. Kommunen ligger i kantonen Feurs som tillhör arrondissementet Montbrison. År 2022 hade Essertines-en-Donzy 479 invånare.

## Befolkningsutveckling
Antalet invånare i kommunen Essertines-en-Donzy
| Referens: INSEE |